# Eddy De Lépine
Eddy De Lépine (* 30. März 1984 in Fort-de-France, Martinique) ist ein französischer Leichtathlet.
Bei den Jugendweltmeisterschaften 2001 gewann Eddy De Lépine Bronze im 110-Meter-Hürdenlauf. Bei den Olympischen Spielen 2004 erreichte er im 100-Meter-Lauf das Viertelfinale.
2005 siegte er mit der französischen 4-mal-100-Meter-Staffel bei den U23-Europameisterschaften. Bei den Weltmeisterschaften in Helsinki wurde er mit der 4-ml-100-Meter-Staffel Weltmeister. In Göteborg bei den Europameisterschaften 2006 belegte Eddy De Lépine im 200-Meter-Lauf den sechsten Platz. 
Seine Bestzeiten stehen bei 10,19 s über 100 Meter (2003) und bei 20,47 s über 200 Meter (2008).